# Simon Brown (Boxer)
Simon Brown (* 15. August 1963 in Clarendon) ist ein ehemaliger jamaikanischer Profiboxer. Er war IBF- und WBC-Weltmeister im Weltergewicht sowie WBC-Weltmeister im Halbmittelgewicht.

## Boxkarriere
Nach 65 Amateurkämpfen mit 63 Siegen wechselte er 1982 ins Profilager. Bis zu seiner ersten WM-Chance bestritt er vorwiegend in den USA 25 Kämpfe, von denen er 24 gewann. Gegen Marlon Starling unterlag er 1985 knapp nach Punkten. Im April 1988 gewann er in Frankreich gegen Tyrone Trice den vakanten IBF-Titel im Weltergewicht. Den Titel verteidigte er erstmals im Juli 1988 in Jamaika gegen Ex-WBC-Weltmeister Jorge Vaca; diesen hatte er gleich sechsmal am Boden und gewann bereits in der dritten Runde. Im Oktober 1988 folgte eine Titelverteidigung in der Schweiz gegen den unbesiegten Europameister Mauro Martelli. Dabei gewann Brown einstimmig nach Punkten. Im Februar 1989 besiegte er in der dritten Titelverteidigung in Ungarn Jorge Maysonet vorzeitig in der dritten Runde.
Anschließend folgten Titelverteidigungen in den USA gegen Alphonso Long, Bobby Young, Luis Santana und in einem Rückkampf gegen Tyrone Trice. Im März 1991 gewann er zusätzlich die WBC-Weltmeisterschaft durch einen vorzeitigen Sieg gegen Maurice Blocker. Nach Niederlegen des IBF-Titels verlor er den WBC-Gürtel im November 1991 durch Punktniederlage an Buddy McGirt.
Im Dezember 1993 besiegte er überraschend Terry Norris durch K. o. in der vierten Runde und wurde dadurch WBC-Weltmeister im Halbmittelgewicht. Der Kampf wurde vom Ring Magazine zur „Überraschung des Jahres“ gewählt. Schon im Januar 1994 bestritt er seine erste Titelverteidigung und besiegte dabei den Australier Troy Waters nach Punkten. Im Mai 1994 boxte er in einem Rückkampf erneut gegen Terry Norris und verlor diesmal den Titel durch Punktniederlage.
In seinen folgenden zehn Kämpfen kam er noch zu drei WM-Chancen, verlor diese Begegnungen jedoch jeweils gegen Vincent Pettway, Lonnie Bradley und Bernard Hopkins. Seinen letzten Kampf bestritt er im Januar 2000.